# Grotta di San Filippo Benizi

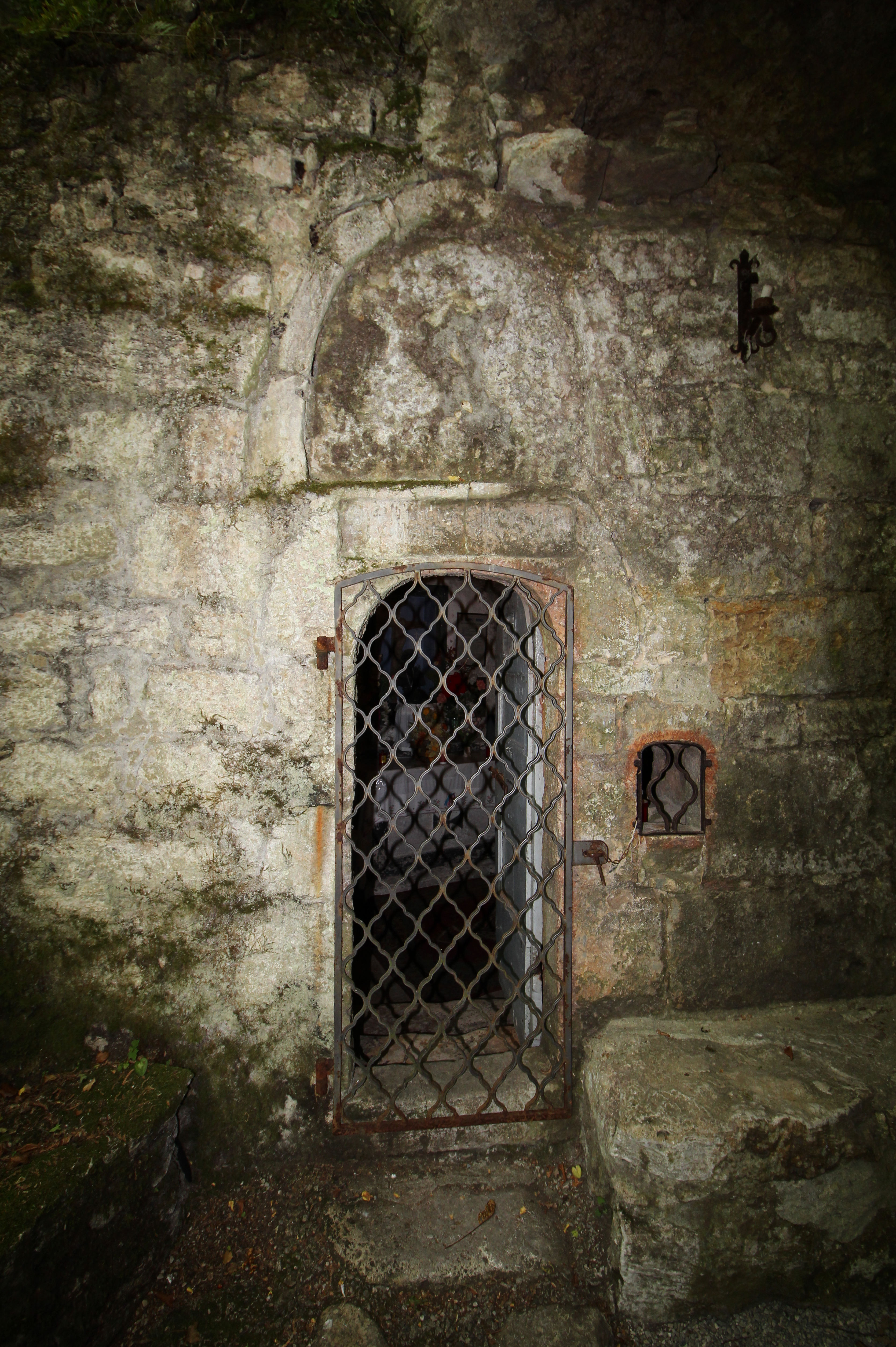
L'oratorio

La grotta di San Filippo Benizi è un piccolo oratorio che si trova in località Bagni San Filippo a Castiglione d'Orcia (SI), ricavata in un grande blocco di travertino a forma di volta chiusa alle estremità da due muri e divisa in due da un tramezzo.

## Storia e descrizione
Prende il nome da san Filippo Benizi che nel 1269  – secondo la tradizione -  si rifugiò in questi luoghi. Si narra infatti che il cardinale Ottaviano degli Ubaldini per superare le difficoltà del conclave di Viterbo (1268-1271), riunitosi dopo la morte di papa Clemente IV,  propose ai cardinali l'elezione al papato di Filippo, priore generale dei Servi di Maria. Il santo, saputa la notizia, rifiutò questo onore e responsabilità, lasciò Viterbo e si nascose sul Monte Amiata per circa tre mesi.
Nella seconda metà del Quattrocento alcuni testi agiografici dei Servi di Maria (per esempio fra Paolo Attavanti, Paulina praedicabilis, Siena, 1494) narrano che Filippo si ritirò in una grotta di questo luogo, e come Mosè, percosse con il suo bastone una roccia da dove scaturì miracolosamente una fonte di acque curative che poi divennero i Bagni di San Filippo. Era il segno che il santo lasciava della sua riconoscenza verso le persone del posto che lo avevano bene accolto e sostenuto durante la sua permanenza.
La devozione degli abitanti fece costruire nel luogo prima una cappella e poi un eremo che fu dei  Servi di Maria. Sembra che circa nel 1401 in una grotta trascorresse gran parte della vita il beato Giovanni Benincasa dello stesso Ordine prima di trasferirsi a Monticchiello nel senese.
Il convento conobbe alterne vicende. Il 2 maggio 1540 il padre generale Dionisio Laurerio ne riprese il possesso per l'Ordine con atto del notaio Anselmo Sebastiani di Campiglia e ricostituì la comunità. Nel 1580 si trova nell'elenco dei conventi della Provincia Toscana, ma di nuovo semiabbandonato, nel 1652 fu soppresso al pari di altri piccoli conventi con decreto di papa Innocenzo X. Nel 1703 l'Ordine dei Servi di Maria tentò inutilmente di riaprirlo.
La grotta-oratorio è ancora oggi ben conservata e sopra l'altare si trova un busto in legno nero di san Filippo, oltre ad oggetti devozionali.
I festeggiamenti in onore di san Filippo Benizi si svolgono il 22 e 23 agosto.